# Alfred Kazin
Alfred Kazin (Brooklyn, 5 giugno 1915 – 5 giugno 1998) è stato un critico letterario e saggista statunitense che ha affrontato in numerosi saggi il tema dell'esperienza degli immigrati nell'America dei primi anni del XX secolo.
Kazin venne considerato come uno del gruppo degli Intellettuali di New York e come molti altri membri del gruppo era nato a Brooklyn e aveva frequentato il "The City College di New York".
Tuttavia le sue idee politiche erano più moderate rispetto a quelle della maggior parte degli altri intellettuali newyorkesi, molti dei quali erano socialisti.
Recensì con grande passione - o grande disgusto a seconda dei casi - tutto quanto gli capitava di leggere, confortando le proprie opinioni con una profonda conoscenza della storia, della politica e della cultura letteraria.